# Bozorgmehr
Bozorgmehr-e Bokhtagan (moyen perse : Wuzurgmihr ī Bōkhtagān), également connu sous les noms de Burzmihr, Dadmihr et Dadburzmihr est un sage et dignitaire iranien de la famille Karen, qui fut ministre (Wuzurg framadar) du roi sassanide (shah) Kavadh Ier (r. 498-531), et de son fils et successeur Khosro Ier (r. 531-579). Il est commandant militaire (spahbod) du Khwarasan (en) sous Khosro Ier et son successeur Hormizd IV (r. 579-590). Selon des sources persanes et arabes, Bozorgmehr est un homme « d'une sagesse exceptionnelle et de sages conseils ». Son nom apparaît dans plusieurs ouvrages importants de la littérature persane, notamment dans le Shahnameh (« Le Livre des Rois »). L'historien Arthur Christensen a suggéré que Bozorgmehr était la même personne que Borzouyeh, mais les études historiographiques de la littérature persane post-sassanide, ainsi que l'analyse linguistique démontrent le contraire. Cependant, le mot « Borzouyeh » peut parfois être considéré comme une forme abrégée de Bozorgmehr.

## Nom
Le nom de Bozorgmehr (qui signifie « grand soleil » ou « celui d'une grande bonté ») est la variante en nouveau persan du moyen persan Wuzurgmihr ī Bōkhtagān, qui fut plus tard transformé en arabe en Abūzarjmehr, Bozorjmehr ou Būzorjmehr. Ferdowsi a utilisé la dernière variante du Shahnameh (« Le Livre des Rois »). Étymologiquement, ce dernier est une déformation de Burzmihr ou Dād-Burzmihr, également rapporté sous le nom de Zarmihr, Būrzūmihr étant la variante originale des gravures anciennes. Le nom est attesté comme Dadburzmihr (« donné par le haut Mihr ») dans un sceau, un nom théophore qui met l'accent sur le culte Mihr du clan Bozorgmehrs, les Karenides. Le suffixe -i Bōkhtagān est un nom patronymique signifiant « fils de Bokhtagan », titre détenu par le père de Bozorgmehr.

## Origines
Bozorgmehr est mentionné pour la première fois en 498, comme l'un des neuf fils du puissant noble Sukhra. Il appartient à la Maison Karen, l'un des sept grands clans parthes, qui descend du prince arsacide Karen. La famille Karen prétend descendre du légendaire shah pishdadien Manoutchehr et est basée à Nahavand en Médie. Après la défaite et la mort du shah sassanide Péroz Ier (r. 459-484 ) à la bataille d'Herat, Sukhra devint de facto le dirigeant de l'Iran. Il est finalement vaincu et exécuté par Kavadh Ier, ce qui affaiblit fortement la famille Karen, nombre de ses membres étant exilés dans les régions du Tabarestan et du Zaboulistan, loin de la cour sassanide de Ctésiphon. En 496, Kavadh Ier est déposé et emprisonné en raison de son soutien au mouvement mazdakite, et aussi pour avoir fait exécuter Sukhra.

## Carrière

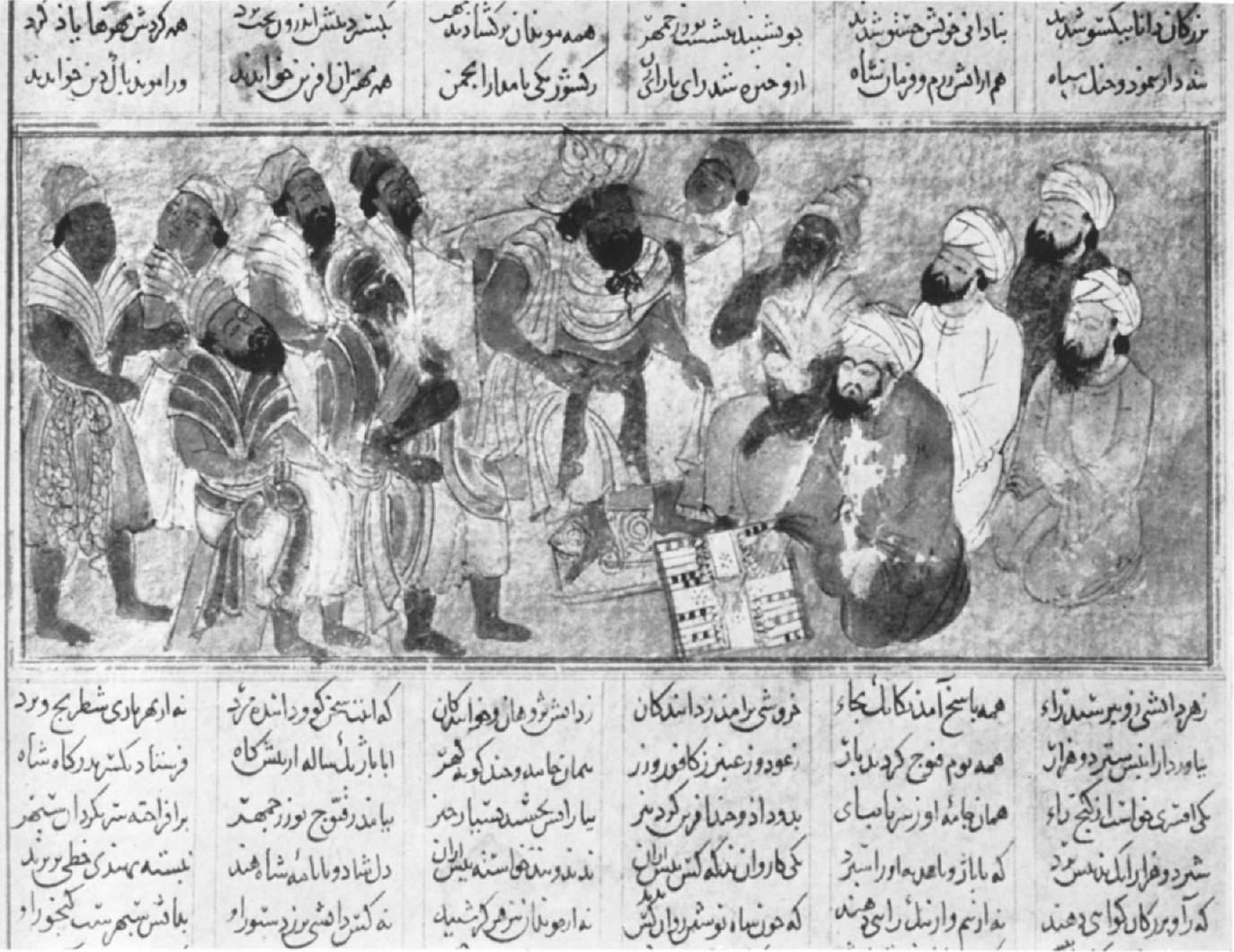
Bozorgmehr présente le nardy (ancêtre du backgammon) à des rajas indiens.

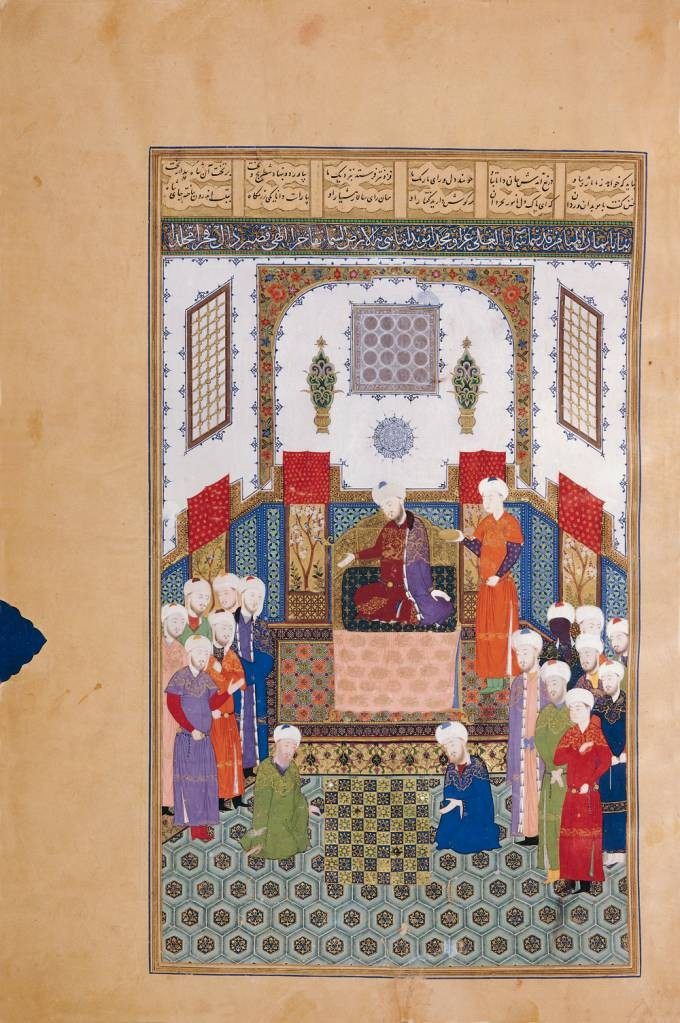
Bozorgmehr défie un envoyé indien à une partie d'échecs.

Après que Kavadh Ier a récupéré le trône sassanide auprès de son jeune frère Zamasp en 498, il nomme Bozorgmehr ministre (wuzurg framadār). Au cours de son mandat, Bozorgmehr persuade Kavadh de cesser de taxer les fruits et les céréales des paysans. Une première référence à Bozorgmehr se trouve dans l'Aydāgārī Wuzurgmihr, dans lequel il est appelé argbed — un titre de haut rang dans les périodes sassanide et parthe. Entre autres sources, une mention ultérieure de lui est faite dans le Shahnameh et dans le Ghurar d'Abu Mansur al-Tha'alibi et Murūj al-Dhahab (en) d'Al-Masudi. Sous le règne du fils et successeur de Kavad Ier, Khosro Ier (r. 531-579), Bozorgmehr poursuit son mandat de ministre du Shah. Il est nommé commandant militaire (Spahbod) du kust (région frontalière) du Grand Khorassan (Khwarasan) par Khosro Ier, qui aurait regretté l'approche de Kavadh Ier envers la famille Karen.
Sous le règne de Hormizd IV, le fils de Khosrow Ier (r. 579-590), Bozorgmehr reste spahbed du Khorassan. Deux de ses sceaux ont été retrouvés ; sur les deux, Bozorgmehr souligne son ascendance parthe en prétendant être un aspbed parthe (aspbed-i pahlaw). Selon Ferdinand Justi, Bozorgmehr est ensuite exécuté sur ordre d'Hormizd IV. Son exécution a probablement conduit à l'histoire légendaire du ressentiment royal rapportée dans diverses versions par al-Masudi, Ferdowsi et al-Tha'alibi.. Selon les versions de Ferdowsi et d'al-Tha'alibi, qui lient Bozorgmehr au règne de Khosro Ier, il aurait été gracié par le shah, réputé pour son équité. Dans la version d'al-Masudi, Bozorgmehr est lié au règne de Khosro II, où aucune mention de son exécution n'est faite.
Les descendants de Bozorgmehr jouent un rôle en Iran, l'un d'eux, Adhar Valash, dirige le Tabaristan et l'Hyrcanie sous le dernier shah sassanide, Yazdgard III (r. 632-651). Son petit-fils, Valash, règne sur le Tabaristan de 665 à 673.

## Ouvrages
Plusieurs traités du moyen persan (en) ont été écrits par Bozorgmehr. Le plus célèbre est le Wizārišn ī čatrang (« Traité des échecs »), également connu sous le nom de Chatrang Nama (« Livre des échecs »). Ainsi que Ayādgār ī Wuzurgmihr ī Bōxtagān, Ketāb al-Zabarj (la version originale est un commentaire d'Astrologica de Vettius Valens), Ketāb Mehrāzād Jošnas (« Livre de Mehrāḏar Jošnas ») et le Ẓafar-nāma (« Livre de la Victoire », un livre écrit en moyen persan, traduit en nouveau persan par Avicenne.

## Sources
- M. L. Chaumont et K. Schippmann, « Balāš, Sasanian king of kings », dans Encyclopaedia Iranica, Vol. III, Fasc. 6, 1988, 574–580 p. (lire en ligne)
- Touraj Daryaee, Sasanian Persia: The Rise and Fall of an Empire, I.B.Tauris, 2014, 1–240 p. (ISBN 978-0857716668, lire en ligne)
- Djalal Khaleghi-Motlagh, « Bozorgmehr-e Boktagan », dans Encyclopaedia Iranica, Vol. IV, Fasc. 4, 1989a, 427–429 p. (lire en ligne)
- Djalal Khaleghi-Motlagh, « Borzūya », dans Encyclopaedia Iranica, Vol. IV, Fasc. 4, 1989b, 381–382 p. (lire en ligne)
- Parvaneh Pourshariati, « Kārin », dans Encyclopaedia Iranica, 2017 (lire en ligne)
- Parvaneh Pourshariati, Decline and Fall of the Sasanian Empire: The Sasanian-Parthian Confederacy and the Arab Conquest of Iran, London and New York, I.B. Tauris, 2008 (ISBN 978-1-84511-645-3, lire en ligne)
- Nikolaus Schindel, « Kawād I i. Reign », dans Encyclopaedia Iranica, Vol. XVI, Fasc. 2, 2013a, 136–141 p. (lire en ligne)
- Majidi, Maryam; Negahban, Farzin. "Buzurgmihr". In Madelung, Wilferd; Daftary, Farhad (eds.). Encyclopaedia Islamica Online. Brill Online. ISSN 1875-9831.